# Naissance en 914
Naissance
- 910
- 911
- 912
- 913
- 914
- 915
- 916
- 917
- 918

Cette page dresse une liste de personnalités nées au cours de  l'année 914 :
- Shi Chonggui (en), empereur des Jin postérieurs.
- Li Conghou (en), empereur des Tang postérieurs.
- Toke Gormsson (en), earl de Vendsyssel (en) et roi ou earl de Scanie.
- Gozlin, comte d'Ardenne.
- Hildegarde de France, fille de Frédérune et Charles III de France.
- Chen Hongjin (en), seigneur de guerre de la période des Cinq Dynasties et des Dix Royaumes.
- Indra III (en), empereur Rashtrakuta.
- Al-Muti, calife abbasside de Bagdad.

## Crédit d'auteurs
- Cet article est partiellement ou en totalité issu de l'article intitulé « 914 » (voir la liste des auteurs).